# Salles-sous-Bois
 Salles-sous-Bois  là một xã thuộc tỉnh Drôme trong vùng Auvergne-Rhône-Alpes đông nam nước Pháp.